# Societat Balear de Matemàtiques SBM-XEIX
La Societat Balear de Matemàtiques SBM-XEIX és una associació amb seu a Sa Cabaneta (Marratxí) que va ser fundada el 24 de maig de 2005 i presentada a la Fundació Pilar i Joan Miró de Palma el 29 d'octubre del mateix any. Es dedica a la divulgació de les matemàtiques resolent enigmes i relacionant les matemàtiques amb altres disciplines. El 2010 l'entitat agrupava un centenar de persones, la majoria docents.
Entre les activitats destaquen les explicacions sobre el solstici els dies propers al Nadal des de la Catedral de Palma o l'explicació del fenomen que passa al doble rossetó de la mateixa catedral el 2 de febrer i l'onze d'octubre, coincidint amb la Candelera i Sant Martí. Una altra de les seves activitats són les rutes matemàtiques de Palma. També ha comptat manifestants. El 2017 va ser el novè any que van organitzar les proves matemàtiques Cangur a diferents punts de Mallorca, Eivissa i Menorca.